# NGC 1432
NGC 1432 é uma nebulosa na direção da constelação de Taurus. O objeto foi descoberto pelo astrônomo Prosper Henry em 1885, usando um telescópio refrator com abertura de 13 polegadas. 